# セリムカ
セリムカ(Seri muka)またはクエセリムカ(Kueh seri muka)は、バンジャールやマレー人が食べる二層のデザートである。下半分は蒸したもち米、上半分はニオイタコノキのジュースから作る緑色のカスタードである。このクエには、ココナッツミルクが重要な素材となり、もち米を蒸す際やカスタードの層を作る際に、クリーミーさを出すために用いられる。インドネシア（特にカリマンタン島）やマレーシア、シンガポールで食べられる。
2009年、マレーシア国家遺産局は、セリムカを「マレーシア100の飲食物遺産」の1つとして発表した。